# Н’Дойе, Даме
Да́ме Н’До́йе (фр. Dame N'Doye; родился 21 февраля 1985 года в Тиесе, Сенегал) — сенегальский футболист, нападающий. Выступал в сборной Сенегала.

## Карьера

### Клубная

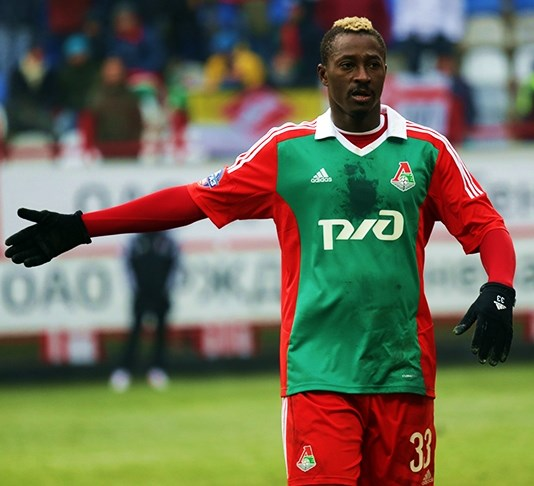
Н’Дойе в составе «Локомотива»

Начал свою профессиональную карьеру в 18-летнем возрасте, в сенегальском клубе «Жанна д’Арк». В 2006 году перешёл в катарский «Аль-Садд», в котором отыграл меньше года. Следующей командой стала «Академика» из португальского города Коимбра. Затем отправился в Грецию, где подписал контракт с «Панатинаикосом». В августе 2008 года заключил контракт с другим греческим клубом ОФИ. В январе 2009 года перешёл в датский клуб «Копенгаген». За время выступления за клуб дважды становился лучшим бомбардиром чемпионата Дании, один раз был признан игроком года в составе «Копенгагена». 24 июля датский спортивный портал Sporten.dk сообщил о переходе футболиста в московский «Локомотив» за 7 млн евро. 25 июля данная информация была подтверждена официальным сайтом «Копенгагена». В этот же день издание Sporten.dk сообщило о том, что переход Н’Дойе обойдётся «Локомотиву» в € 5,5 млн. Дебютировал в составе «Локомотива» 11 августа, в матче чемпионата с «Аланией» (2:2), в котором вышел на замену на 80 минуте игры и заработал пенальти, нереализованный Глушаковым. 25 августа, в игре с московским «Динамо» (2:3), забил свой первый гол за «Локомотив». 3 ноября 2013 года забил 1000-й гол «Локомотива» в чемпионатах России, оформив дубль в матче против «Спартака» (3:1). 3 декабря 2014 года вошёл в девятку лучших бомбардиров «Локомотива» за российский период, забив в домашнем матче с «Уралом» свой 27-й гол за «Локо». В феврале 2015 года пополнил ряды «Халл Сити» за €3 млн. Был признан лучшим игроком месяца болельщиками «Халл Сити», забив 3 мяча и сделав одну голевую передачу в 5 играх в феврале. 10 августа 2015 года стал футболистом турецкого «Трабзонспора».
14 января 2016 года на правах аренды перешёл в «Сандерленд».

### В сборной
В составе сборной Сенегала дебютировал 9 февраля 2011 года, в товарищеском матче со сборной Гвинеи (3:0), в котором также отметился забитым мячом. В июне 2012 года был вызван в олимпийскую сборную Сенегала для участия в летних Олимпийских играх в Лондоне, но в итоге не принял в них участия.

## Достижения
«Копенгаген»
- Чемпион Дании (4): 2008/09, 2009/10, 2010/11, 2018/19
- Обладатель Кубка Дании (2): 2009, 2012

«Локомотив» (Москва)
- Бронзовый призёр чемпионата России (1): 2013/14

Личные
- Лучший бомбардир чемпионата Дании (2): 2011 (25 голов), 2012 (18 голов)
- Игрок года в составе «Копенгагена» (1): 2011
- Лучший бомбардир в составе «Локомотива» (2): 2012/13 (10 голов), 2013/14 (13 голов)
- В списках 33 лучших футболистов чемпионата России (1): № 2 — 2013/14

## Клубная статистика
(откорректировано по состоянию на 2 апреля 2017)
| Сезон   | Клуб         | Чемпионат | Чемпионат | Кубок | Кубок | Контин. | Контин. | Всего | Всего |
| Сезон   | Клуб         | Игры      | Голы      | Игры  | Голы  | Игры    | Голы    | Игры  | Голы  |
| ------- | ------------ | --------- | --------- | ----- | ----- | ------- | ------- | ----- | ----- |
| 2006/07 | Академика    | 25        | 4         | 0     | 0     | 0       | 0       | 25    | 4     |
| Итого   |              | 25        | 4         | 0     | 0     | 0       | 0       | 25    | 4     |
| 2007/08 | Панатинаикос | 19        | 2         | 4     | 1     | 0       | 0       | 23    | 3     |
| Итого   |              | 19        | 2         | 4     | 1     | 0       | 0       | 23    | 3     |
| 2008/09 | ОФИ          | 26        | 7         | 0     | 0     | 2       | 0       | 28    | 7     |
| Итого   |              | 26        | 7         | 0     | 0     | 2       | 0       | 28    | 7     |
| 2008/09 | Копенгаген   | 12        | 2         | 0     | 0     | 2       | 0       | 14    | 2     |
| 2009/10 | Копенгаген   | 32        | 14        | 0     | 0     | 12      | 9       | 44    | 23    |
| 2010/11 | Копенгаген   | 31        | 25        | 0     | 0     | 12      | 3       | 43    | 28    |
| 2011/12 | Копенгаген   | 30        | 18        | 0     | 0     | 6       | 3       | 36    | 21    |
| Итого   |              | 104       | 59        | 0     | 0     | 30      | 15      | 134   | 74    |
| 2012/13 | Локомотив    | 25        | 10        | 1     | 0     | 0       | 0       | 26    | 10    |
| 2013/14 | Локомотив    | 27        | 13        | 0     | 0     | 0       | 0       | 27    | 13    |
| 2014/15 | Локомотив    | 14        | 4         | 0     | 0     | 1       | 0       | 15    | 4     |
| Итого   |              | 66        | 27        | 1     | 0     | 1       | 0       | 68    | 27    |
| 2014/15 | Халл Сити    | 15        | 5         | 0     | 0     | 0       | 0       | 15    | 5     |
| Итого   |              | 15        | 5         | 0     | 0     | 0       | 0       | 15    | 5     |
| 2015/16 | Трабзонспор  | 12        | 0         | 2     | 1     | 0       | 0       | 14    | 1     |
| Итого   |              | 12        | 0         | 2     | 1     | 0       | 0       | 14    | 1     |
| 2016    | Сандерленд   | 11        | 1         | 0     | 0     | 0       | 0       | 11    | 1     |
| Итого   |              | 11        | 1         | 0     | 0     | 0       | 0       | 11    | 1     |
| 2016/17 | Трабзонспор  | 32        | 5         | 5     | 3     | 0       | 0       | 37    | 8     |
| Итого   |              | 32        | 5         | 5     | 3     | 0       | 0       | 37    | 8     |